# Gran Premio de Finlandia de Motociclismo de 1970
El Gran Premio de Finlandia de Motociclismo de 1970 fue la novena prueba de la temporada de 1970 del Campeonato Mundial de Motociclismo. El Gran Premio se disputó el 2 de agosto de 1970 en el Circuito de Imatra.

## Resultados 500cc
En la categoría reina, Giacomo Agostini entró en la pista después del comienzo, mientras que Christian Ravel (Kawasaki) y Gerhard Heukerott (400cc-Benelli) tomaban la cabeza. Después de dos vueltas, Ravel ya estaba 60 metros por delante de Ginger Molloy (Kawasaki) pero se tuvo que retirar. Agostini, sin embargo, luchó para librarse de Molloy. Molloy fue segundo y Alberto Pagani (LinTo) tercero.
| Pos.    | Piloto               | Equipo        | Tiempo     | Pts. |
| ------- | -------------------- | ------------- | ---------- | ---- |
| 1       | Giacomo Agostini     | MV Agusta     | 57' 27" 8  | 15   |
| 2       | Ginger Molloy        | Kawasaki      | +1' 37" 6  | 12   |
| 3       | Alberto Pagani       | LinTo         | +2' 25" 5  | 10   |
| 4       | Eric Offenstadt      | Kawasaki      | +2' 25" 9  | 8    |
| 5       | Tommy Robb           | Seeley        | +1 Vuelta  | 6    |
| 6       | Godfrey Nash         | Tickle-Norton | +1 Vuelta  | 5    |
| 7       | Steve Ellis          | Matchless     | +1 Vuelta  | 4    |
| 8       | Martti Pesonen       | Yamaha        | +2 Vueltas | 3    |
| 9       | Hans-Otto Butenuth   | BMW           | +2 Vueltas | 2    |
| 10      | Jean Campiche        | Honda         | +2 Vueltas | 1    |
| 11      | Jim Curry            | Aermacchi     | +2 Vueltas |      |
| 12      | Jourko Ryhänen       | Matchless     | +3 Vueltas |      |
| 13      | Gerhard Heukerott    | Benelli       | +3 Vueltas |      |
| Ret     | Keith Turner         | LinTo         | Ret        |      |
| Ret     | Theo Louwes          | Kawasaki      | Ret        |      |
| Ret     | Bosse Granath        | Husqvarna     | Ret        |      |
| Ret     | Sven-Olov Gunnarsson | Kawasaki      | Ret        |      |
| Ret     | Terry Dennehy        | Drixton-Honda | Ret        |      |
| Ret     | Billie Nelson        | Paton         | Ret        |      |
| Ret     | Jack Findlay         | Seeley-Suzuki | Ret        |      |
| Ret     | Lewis Young          | Matchless     | Ret        |      |
| Ret     | Hannu Kuparinen      | Matchless     | Ret        |      |
| Ret     | Christian Ravel      | Kawasaki      | Ret        |      |
| Ret     | Osmo Hansen          | Matchless     | Ret        |      |
| Ret     | Gyula Marsovszky     | Kawasaki      | Ret        |      |
| Ret     | Paul Eickelberg      | Matchless     | Ret        |      |
| Ret     | John Dodds           | LinTo         | Ret        |      |
| Ret     | Pentti Lehtelä       | Yamaha        | Ret        |      |
| Ret     | Dave Simmonds        | Kawasaki      | Ret        |      |
| Ret     | Paul Smart           | Seeley        | Ret        |      |
| Fuente: |                      |               |            |      |

## Resultados 350cc
En 350 cc, el italianoGiacomo Agostini (MV Agusta) pronto tomó el liderazgo respecto a Renzo Pasolini (Benelli) y comenzó a huir con aproximadamente 1 segundo por vuelta . Sin embargo, después de 7 vueltas, Pasolini comenzó a cerrar la brecha nuevamente y se acercó a Agostini a 2 segundos a causa de una avería en el cable de freno del MV Agusta. Al final, Pasolini incluso logró pasar a Agostini. Pero la Benelli también tuvo problemas con uno de sus carburadores. Kent Andersson se convirtió en segundo y Rodney Gould se convirtió en tercero.
| Pos. | Piloto              | Equipo    | Tiempo     | Pts. |
| ---- | ------------------- | --------- | ---------- | ---- |
| 1    | Giacomo Agostini    | MV Agusta | 56' 51" 4  | 15   |
| 2    | Kent Andersson      | Yamaha    | +2' 14" 8  | 12   |
| 3    | Rodney Gould        | Yamaha    | +2' 17" 1  | 10   |
| 4    | Kelvin Carruthers   | Yamaha    | +1 Vuelta  | 8    |
| 5    | Martti Pesonen      | Yamaha    | +1 Vuelta  | 6    |
| 6    | Bosse Granath       | Yamaha    | +1 Vuelta  | 5    |
| 7    | Billie Nelson       | Yamaha    | +1 Vuelta  | 4    |
| 8    | Tommy Robb          | Yamaha    | +1 Vuelta  | 3    |
| 9    | Terry Dennehy       | Yamaha    | +1 Vuelta  | 2    |
| 10   | Chas Mortimer       | Yamaha    | +1 Vuelta  | 1    |
| 11   | Jerry Lancaster     | Yamaha    | +1 Vuelta  |      |
| 12   | Paul Eickelberg     | Yamaha    | +1 Vuelta  |      |
| 13   | Hans-Dieter Gorgen  | Yamaha    | +2 Vueltas |      |
| 14   | Iikka Heinaaho      | Yamaha    | +2 Vueltas |      |
| 15   | Theo Louwes         | Yamaha    | +2 Vueltas |      |
| 16   | René Guili          | Yamaha    | +2 Vueltas |      |
| Ret  | Renzo Pasolini      | Benelli   | Ret        |      |
| Ret  | Hannu Kuparinen     | Yamaha    | Ret        |      |
| Ret  | Billy Andersson     | Yamaha    | Ret        |      |
| Ret  | Jim Curry           | MZ        | Ret        |      |
| Ret  | Dieter Braun        | MZ        | Ret        |      |
| Ret  | Paul Smart          | Yamaha    | Ret        |      |
| Ret  | Pentti Heino        | Yamaha    | Ret        |      |
| Ret  | Eric Offenstadt     | Aermacchi | Ret        |      |
| Ret  | Adolf Ohligschläger | Yamaha    | Ret        |      |
| Ret  | Pentti Lehtelä      | Yamaha    | Ret        |      |
| Ret  | Jack Findlay        | Yamaha    | Ret        |      |
| Ret  | Günter Bartusch     | MZ        | Ret        |      |

## Resultados 250cc
Kel Carruthers ya había empezado mal 350cc, pero en 250cc incluso tuvo que conectarse a la cola del campo. En la tercera vuelta ya era octavo, pero se le abrió la tapa de combustible y el neumático trasero se mojó con gasolina. Fue expulsado a una zanja fuera de la pista y tuvo que detener la carrera. Rodney Gould mientras tanto construyó una ventaja sobre Kent Andersson. Günter Bartusch superó a Andersson en la tercera vuelta y hubo una pelea por el segundo lugar que duró cinco vueltas hasta que Bartusch se retiró. Andersson fue atacado por Paul Smart, pero le faltaron 1.6 segundos para tomar el segundo lugar. Jarno Saarinen, de quien se esperaba mucho en su carrera en casa, no terminó por primera vez en toda la temporada al caerse en la quinta vuelta debido a una rotura cigüeñal.
| Pos. | Piloto              | Equipo    | Tiempo     | Pts. |
| ---- | ------------------- | --------- | ---------- | ---- |
| 1    | Rodney Gould        | Yamaha    | 54' 51" 9  | 15   |
| 2    | Kent Andersson      | Yamaha    | +13" 4     | 12   |
| 3    | Paul Smart          | Yamaha    | +15"       | 10   |
| 4    | Börje Jansson       | Yamaha    | +38" 8     | 8    |
| 5    | Keith Turner        | Yamaha    | +1' 29"    | 6    |
| 6    | Roland Olsson       | Yamaha    | +1' 29" 6  | 5    |
| 7    | Pentti Korhonen     | Yamaha    | +1 Vuelta  | 4    |
| 8    | Lothar John         | Yamaha    | +1 Vuelta  | 3    |
| 9    | Bob Coulter         | Yamaha    | +1 Vuelta  | 2    |
| 10   | Adolf Ohligschläger | Yamaha    | +1 Vuelta  | 1    |
| 11   | Teuvo Länsivuori    | Yamaha    | +2 Vueltas |      |
| Ret  | Jarno Saarinen      | Yamaha    | Ret        |      |
| Ret  | Bosse Granath       | Yamaha    | Ret        |      |
| Ret  | Dieter Braun        | MZ        | Ret        |      |
| Ret  | Walter Sommer       | Yamaha    | Ret        |      |
| Ret  | Seppo Kangasniemi   | Yamaha    | Ret        |      |
| Ret  | Matti Mäkilä        | Yamaha    | Ret        |      |
| Ret  | Alberto Pagani      | Aermacchi | Ret        |      |
| Ret  | Gyula Marsovszky    | Yamaha    | Ret        |      |
| Ret  | Silvio Grassetti    | MZ        | Ret        |      |
| Ret  | László Szabó        | Yamaha    | Ret        |      |
| Ret  | Charles Mortimer    | Yamaha    | Ret        |      |
| Ret  | Günter Bartusch     | MZ        | Ret        |      |
| Ret  | Christian Ravel     | Kawasaki  | Ret        |      |
| Ret  | René Giuly          | Yamaha    | Ret        |      |
| Ret  | Ginger Molloy       | Bultaco   | Ret        |      |
| Ret  | Matti Alanen        | Yamaha    | Ret        |      |
| Ret  | Matti Salonen       | Yamaha    | Ret        |      |
| Ret  | Kel Carruthers      | Yamaha    | Ret        |      |

## Resultados 125cc
Kel Carruthers ya había empezado mal 350cc, pero en 250cc incluso tuvo que conectarse a la cola del campo. En la tercera vuelta ya era octavo, pero se le abrió la tapa de combustible y el neumático trasero se mojó con gasolina. Fue expulsado a una zanja fuera de la pista y tuvo que detener la carrera. Rodney Gould mientras tanto construyó una ventaja sobre Kent Andersson. Günter Bartusch superó a Andersson en la tercera vuelta y hubo una pelea por el segundo lugar que duró cinco vueltas hasta que Bartusch se retiró. Andersson fue atacado por Paul Smart, pero le faltaron 1.6 segundos para llegar el segundo lugar. Jarno Saarinen, de quien se esperaba mucho en su carrera en casa, no terminó por primera vez en toda la temporada al caerse en la quinta vuelta debido a una rotura cigüeñal.
| Pos. | Piloto            | Moto           | Tiempo     | Pts. |
| ---- | ----------------- | -------------- | ---------- | ---- |
| 1    | Dave Simmonds     | Kawasaki       | 48' 39" 5  | 15   |
| 2    | Thomas Heuschkel  | MZ             | +41" 9     | 12   |
| 3    | Hartmut Bischoff  | MZ             | +42" 1     | 10   |
| 4    | Bernd Köhler      | MZ             | +1' 35" 8  | 8    |
| 5    | Matti Salonen     | Yamaha         | +2' 03" 3  | 6    |
| 6    | Jerry Lancaster   | Drixton-Yamaha | +1 Vuelta  | 5    |
| 7    | Lothar John       | Yamaha         | +1 Vuelta  | 4    |
| 8    | Teuvo Länsivuori  | Yamaha         | +1 Vuelta  | 3    |
| 9    | Walter Sommer     | Yamaha         | +1 Vuelta  | 2    |
| 10   | Mikko Hamunen     | Yamaha         | +1 Vuelta  | 1    |
| 11   | Bob Coulter       | Aermacchi      | +5 Vueltas |      |
| Ret  | Ángel Nieto       | Derbi          | Ret        |      |
| Ret  | Aalt Toersen      | Suzuki         | Ret        |      |
| Ret  | John Dodds        | Honda          | Ret        |      |
| Ret  | Topi Vainio       | Honda          | Ret        |      |
| Ret  | John Dodds        | Yamaha         | Ret        |      |
| Ret  | Günter Fischer    | Maico          | Ret        |      |
| Ret  | Charles Mortimer  | Yamaha         | Ret        |      |
| Ret  | Roland Olsson     | Yamaha         | Ret        |      |
| Ret  | Jürgen Lenk       | MZ             | Ret        |      |
| Ret  | László Szabó      | MZ             | Ret        |      |
| Ret  | Seppo Kangasniemi | MZ-RE          | Ret        |      |
| Ret  | Dieter Braun      | Suzuki         | Ret        |      |
| Ret  | Börje Jansson     | Maico          | Ret        |      |